# Ove Andreassen
Ove Andreassen (Bodø, 27 ottobre 1954) è un allenatore di calcio ed ex calciatore norvegese, di ruolo attaccante.

## Carriera
Andreassen ha vestito la maglia del Bodø/Glimt. Con questa maglia, ha vinto il Norgesmesterskapet 1975. Ha giocato 4 partite nella Coppa delle Coppe 1978-1979, che il Bodø/Glimt ha disputato in virtù della finale persa contro il Lillestrøm, che aggiudicandosi contemporaneamente la vittoria del campionato ha liberato un posto nella manifestazione.
Terminata l'attività agonistica, è stato allenatore del Bodø/Glimt dal 1986 al 1989, in tandem con Øystein Gåre.

## Palmarès

### Club
- Coppa di Norvegia: 1

Bodø/Glimt: 1975